# Владиславлев, Владимир Андреевич
Владимир Андреевич Владиславлев (1808 — 25 ноября (7 декабря) 1856) — российский издатель альманахов, прозаик.

## Биография
Родился в 1808 году; его отец, Андрей Афанасьевич (умер 56 апреля 1842 года на 73-м году жизни), происходивший из священнических детей, был пожалован дворянством в 1807 году.
Владиславлев состоял на службе в департаменте полиции Министерства внутренних дел (1822—1828). Окончил историко-филологический факультет Императорского Санкт-Петербургского университета в 1827 году со степенью кандидата. В 1829 году поступил на военную службу в Новомиргородский уланский полк. Участвовал в польской кампании и был отмечен наградами. Был адъютантом начальника штаба корпуса жандармов Л. В. Дубельта (1836); с 1842 года — дежурный штаб-офицер при корпусе жандармов. Произведён в подполковники в 1845 году, в следующем году вышел в отставку.
Известен как издатель альманаха «Утренняя заря» (5 книг, СПб., 1839—1843), который был составлен при поддержке шефа жандармов А. Х. Бенкендорфа, письменно обращавшемуся к известным литераторам с просьбой о сотрудничестве с благотворительной целью; часть прибыли от издания поступала в детскую больницу, попечителем которой был Бенкендорф. Предписание должностным лицам распространять альманах способствовало его широкому сбыту. Также Владиславлев издал: «Повести и рассказы» (в 4-х частях. — СПб., 1835—1838); «Альманах на 1838 год» (СПб., 1838); «Памятная книга военных узаконений» (СПб., 1851 и 1852).
Умер 25 ноября (7 декабря) 1856 года на 49 году жизни. Похоронен на Волковском православном кладбище вместе с отцом.